# ناوكو تاكيوتشي
ناوكو تاكيوتشي (武内直子 تاكيوتشي ناوكو) هي مانغاكا يابانية ولدت في 15 مارس 1967 ميلادي في كوفو، ياماناشي.

## زواجها
- يوشيهيرو توغاشي (1999-حالياً)

## أعمالها

### سلسلات مانغا
- سيلور مون
- شوكولاتة الكريسماس
- ما ري ا
- ذا تشيري بروجكت
- كودنيم سيلور V
- مس راين
- بريزم تايم
- PQ إنجلز
- توكي☆ميكا!
- لاف ويتش

## وصلات خارجية
- ناوكو تاكيوتشي على موقع IMDb (الإنجليزية)
- ناوكو تاكيوتشي على موقع ميوزك برينز (الإنجليزية)
- ناوكو تاكيوتشي على موقع إن إن دي بي (الإنجليزية)
- ناوكو تاكيوتشي على موقع ديسكوغز (الإنجليزية)
- ناوكو تاكيوتشي على موقع قاعدة بيانات الفيلم (الإنجليزية)
- ناوكو تاكيوتشي على موقع ANN person (الإنجليزية)